# Lubrín (kommun)
Lubrín är en kommun i Spanien.   Den ligger i provinsen Provincia de Almería och regionen Andalusien, i den sydöstra delen av landet, 400 km söder om huvudstaden Madrid. Antalet invånare är 1 729. Arean är 138 kvadratkilometer. Lubrín gränsar till Albánchez.
Terrängen i Lubrín är kuperad.